# 43 Sagittarii
43 Sagittarii è una stella gigante arancione di magnitudine 4,88 situata nella costellazione del Sagittario.  Dista circa 481 anni luce dal sistema solare.

## Osservazione
Si tratta di una stella situata nell'emisfero celeste australe, ma di bassa declinazione: ciò comporta che possa essere osservata da tutte le regioni abitate della Terra senza alcuna difficoltà e che sia invisibile soltanto ad alte latitudini. Nell'emisfero sud invece appare circumpolare solo nel continente antartico. La sua magnitudine pari a 4,88 la pone al limite della visibilità ad occhio nudo, pertanto può essere osservata senza l'ausilio di strumenti sotto un cielo limpido e possibilmente senza Luna.
Il periodo migliore per la sua osservazione nel cielo serale ricade nei mesi compresi fra fine giugno e novembre.

## Caratteristiche fisiche
Possiede una metallicità di poco inferiore a quella del sole ([Fe/H] −0,14), ed è alle volte classificata anche come gigante gialla o come gigante brillante gialla di classe G8III-G8II. Come le altre stelle della sua classe, ha terminato l'idrogeno da fondere in elio nel suo nucleo; la temperatura superficiale è calata a 4850 K e il suo raggio è divenuto oltre 50 volte quello del Sole, aumentando la luminosità a 300 L⊙.
Ha una magnitudine assoluta di −0,96 e la sua velocità radiale positiva indica che la stella si sta allontanando dal sistema solare.

## Occultazioni
Per la sua posizione prossima all'eclittica è talvolta soggetta ad occultazioni da parte della Luna e, più raramente, dei pianeti, generalmente quelli interni. L'ultima occultazione planetaria, da parte di Mercurio, avvenne il 23 gennaio 1812.
Le più recenti occultazione lunari sono avvenute il 28 agosto 2012 e il 17 novembre 2012.